# Aaron Toronto
Aaron Toronto (tên tiếng Việt: Thành hay Aaron Thành) là đạo diễn, biên kịch, nhà sản xuất và diễn viên điện ảnh và sân khấu người Mỹ, hoạt động chủ yếu tại Việt Nam. Ông được biết đến qua một số MV tham gia chương trình VTV – Bài hát tôi yêu lần thứ 3, tham gia sản xuất một số phim điện ảnh như Để Mai tính, Em chưa 18, Hai Phượng. Sau gần 20 năm hoạt động tại Việt Nam, năm 2022, Đêm tối rực rỡ! - bộ phim điện ảnh đầu tiên mà ông đạo diễn đã dành được nhiều giải thưởng trong nước.

## Tiểu sử
Aaron Toronto sinh năm 1977 tại Texas, Mỹ, cha ông là một nhân viên FBI. Năm 12 tuổi, ông đã tập làm một bộ phim về đồ chơi với chiếc máy quay VHS của bố mẹ và bắt đầu tham gia diễn kịch tại trường. Aaron Toronto theo học làm phim tại Đại học Nam California và khoa tiếng Nhật tại Đại học Brigham Young. Kể từ khi tốt nghiệp đại học, Aaron không diễn kịch nữa mà tập trung vào điện ảnh.

## Sự nghiệp
Năm 1995, Aaron đã bỏ ra 1 năm để học tiếng Việt tại Đại học Brigham Young, ban đầu ông nghĩ Việt Nam sử dụng dạng chữ Hán nên rất hào hứng. Được một người bạn Việt Nam rủ sang lập nghiệp, năm 2002, Aaron sang Việt Nam học thêm tiếng Việt tại Hà Nội, vì nhập cảnh thuộc diện đi du lịch và không có giấy phép hành nghề chính thức nên ông khó tìm được công việc phù hợp và phải thường xuyên qua lại giữa Việt Nam và Mỹ trong những năm tiếp theo. Đến 2003 thì Aaron định cư tại Thành phố Hồ Chí Minh bắt đầu từ hai bàn tay trắng, để có tiền sinh sống, ông đi dạy tiếng Anh, phiên dịch và làm người dẫn chương trình... Ông thành thạo tiếng Việt đến mức một phóng viên phỏng vấn ông qua điện thoại đã viết một bài báo trong đó nhầm lẫn ông là một Việt kiều.
Là người nước ngoài đầu tiên tham gia chương trình VTV – Bài hát tôi yêu tại mùa thứ 3, ông tham gia với hai MV "Bài hát cho em và tôi" của ca sĩ Quang Hà và "Ước mơ cho ngày mai" của nhóm MTV. Hai MV này sau đó cùng vào nhóm "10 video được khán giả yêu thích nhất". Năm 2007, ông cùng Cao Minh Phương chuyển ngữ vở kịch Mùa hè và khói của tác giả Tennessee Williams cho đạo diễn David Chapman. Năm 2007, Aaron tiếp tục học và tốt nghiệp khoa Ngữ văn Trường đại học Khoa học Xã hội và Nhân văn Hà Nội. Với tên tiếng Việt là Aaron Thành, ông tham gia đóng và thực hiện một số bộ phim, cũng như làm phóng viên mảng điện ảnh của nhật báo tiếng Anh Thanh Niên Daily trong khoảng năm 2007 đến 2010.
Năm 2010, Aaron đồng sáng lập Dragonfly Theatre Co. cùng với Jaime Zuniga, nhóm kịch tiếng Anh chuyên nghiệp đầu tiên tại Thành phố Hồ Chí Minh. Dragonfly nhận được nhiều sự quan tâm, đặc biệt trong cộng đồng người nước ngoài tại Việt Nam với những tác phẩm “Tầm quan trọng của sự nghiêm túc”, “Hoàng Tử Bé”,  “Mối quan hệ nguy hiểm” và “Chờ đợi Godot”.  Năm 2011, Aaron đã mua bản quyền và dự định chuyển thể tiểu thuyết Sầu trên đỉnh Puvan thành phim điện ảnh Hoa Sầu với Dustin Nguyễn đóng vai chính. Trong thời gian này ông về dạy diễn xuất ở Trường Quốc tế điện ảnh Sài Gòn. Đầu năm 2015, ông đạo diễn vở kịch tiếng Việt đầu tiên trên Sân khấu kịch Sài Gòn.
Phim đầu tay Đêm tối rực rỡ!, do ông đạo diễn đã thắng hai giải thưởng tại Liên hoan phim Santa Fe 2022.

## Đời tư
Năm 2014, Aaron Toronto kết hôn với diễn viên kịch Nhã Uyên và hiên tại đã có hai con gái. Hai người cũng từng tham gia sản xuất và viết kịch bản cho một số phim như Thanh Sói – Cúc dại trong đêm và Đêm tối rực rỡ!.

## Tác phẩm
| Năm  | MV                     | Ca sĩ       | Chú thích |
| ---- | ---------------------- | ----------- | --------- |
| 2003 | Chuyện nhỏ             | MTV         | [ 14 ]    |
| 2003 | Khoảnh khắc mong chờ   | Trio 666    | [ 14 ]    |
|      | Quá khứ không đắng cay | Nhóm Tốc Độ | [ 14 ]    |
| 2004 | Ước mơ cho ngày mai    | MTV         |           |
| 2004 | Bài hát cho em và tôi  | Quang Hà    |           |
| 2005 | Sống cho nhau          | Mây Trắng   |           |

### Sân khấu
| Tựa gốc                      | Tựa tiếng Việt                   | Vai trò                             | Chú thích |
| ---------------------------- | -------------------------------- | ----------------------------------- | --------- |
| The important of the earness | Tầm quan trọng của sự nghiêm túc |                                     | [ 15 ]    |
| The Last 5 Years             | Năm năm vừa qua                  |                                     | [ 15 ]    |
| Blue/Orange                  |                                  |                                     | [ 15 ]    |
| The Little Prince            | Hoàng tử Bé                      | Diễn viên - Biên kịch               | [ 4 ]     |
| Dangerous Liaisons           | Mối quan hệ nguy hiểm            | Nhà sản xuất - Diễn viên - Đạo diễn | [ 4 ]     |
| Waiting for Godot            | Chờ đợi Godot                    | Diễn viên                           | [ 4 ]     |
|                              | Canh máu                         | Biên kịch - Đạo diễn                | [ 16 ]    |
| Vương quốc của Trái đất      | Bên trong: Hoảng sợ              | Diễn viên - Đạo diễn                | [ 4 ]     |
|                              | Visa                             | Diễn viên                           | [ 16 ]    |
| Lend Me a Tenor              | Thế thân giọng nam cao           | Nhà sản xuất - Đạo diễn             | [ 4 ]     |

### Chương trình truyền hình
- Bất ngờ phố Việt 2011-2013
- Bạn Đường Hợp Ý 2014-2015
- Lữ khách 24h - 2014

### Phim ảnh
| Năm  | Tác phẩm                | Định dạng        | Vai trò                                       | Chú thích    |
| ---- | ----------------------- | ---------------- | --------------------------------------------- | ------------ |
| 2005 | Cạm bẫy                 | Phim truyền hình | Diễn viên                                     | [ 7 ]        |
| 2007 | Sài Gòn nhật thực       | Điện ảnh         | Phó đạo diễn                                  |              |
| 2009 | Chuyện tình xa xứ       | Điện ảnh         | Phó đạo diễn                                  | [ 1 ]        |
| 2010 | Để Mai tính             | Điện ảnh         | Phó đạo diễn                                  | [ 1 ]        |
| 2011 | Sài Gòn Yo!             | Điện ảnh         | Phó đạo diễn                                  | [ 1 ]        |
| 2012 | Vũ điệu đường cong      | Điện ảnh         | Dựng phim                                     |              |
| 2012 | Biệt đội Hy vọng        | Phim truyền hình | Diễn viên                                     |              |
| 2013 | Tèo em                  | Điện ảnh         | Dựng phim                                     |              |
| 2015 | Ngày nảy ngày nay       | Điện ảnh         | Biên kịch                                     | [ 11 ]       |
| 2015 | Trúng số                | Điện ảnh         | Phó đạo diễn                                  | [ 11 ]       |
| 2016 | Truy sát                | Điện ảnh         | Dựng phim, Nhà sản xuất                       | [ 4 ] [ 11 ] |
| 2016 | Tấm Cám: Chuyện chưa kể | Điện ảnh         | Biên kịch                                     | [ 4 ]        |
| 2017 | Em chưa 18              | Điện ảnh         | Quản lý sản xuất, diễn viên                   | [ 4 ]        |
| 2018 | Mỹ nhân Sài thành       | Phim truyền hình | Diễn viên (với tên Toronto Thành)             | [ 15 ]       |
| 2019 | Hai Phượng              | Điện ảnh         | Trợ lý đạo diễn                               | [ 4 ]        |
| 2021 | Gái già lắm chiêu V     | Điện ảnh         |                                               | [ 4 ]        |
| 2022 | Thanh Sói               | Điện ảnh         | Biên kịch, trợ lý đạo diễn                    | [ 4 ]        |
| 2022 | Đêm tối rực rỡ          | Điện ảnh         | Đạo diễn, Dựng phim, Đồng sản xuất, Biên kịch | [ 4 ]        |

## Giải thưởng
| Giải thưởng cho tác phẩm | Giải thưởng cho tác phẩm | Giải thưởng cho tác phẩm        | Giải thưởng cho tác phẩm              | Giải thưởng cho tác phẩm  | Giải thưởng cho tác phẩm  |
| Năm                      | Tác phẩm                 | Sự kiện                         | Hạng mục                              | Kết quả                   | Chú thích                 |
| ------------------------ | ------------------------ | ------------------------------- | ------------------------------------- | ------------------------- | ------------------------- |
| 2004                     | Bài hát cho em và tôi    | VTV – Bài hát tôi yêu lần thứ 3 | 10 Video clip được khán giả bình chọn | Đoạt giải                 | [ 10 ]                    |
| 2004                     | Ước mơ cho ngày mai      | VTV – Bài hát tôi yêu lần thứ 3 | 10 Video clip được khán giả bình chọn | Đoạt giải                 | [ 10 ]                    |
| 2023                     | Đêm tối rực rỡ!          | Xem: Giải thưởng và đề cử       | Xem: Giải thưởng và đề cử             | Xem: Giải thưởng và đề cử | Xem: Giải thưởng và đề cử |

| Giải thưởng cá nhân | Giải thưởng cá nhân           | Giải thưởng cá nhân                      | Giải thưởng cá nhân     | Giải thưởng cá nhân | Giải thưởng cá nhân | Giải thưởng cá nhân |
| Năm                 | Sự kiện                       | Hạng mục                                 | Kết quả                 | Tác phẩm            | Kết quả             | Chú thích           |
| ------------------- | ----------------------------- | ---------------------------------------- | ----------------------- | ------------------- | ------------------- | ------------------- |
| 2023                | Giải thưởng Ngôi Sao Xanh     | Đạo diễn xuất sắc nhất hạng mục điện ảnh | Aaron Toronto           | Đêm tối rực rỡ!     | Đoạt giải           | [ 17 ]              |
| 2023                | Liên hoan phim Châu Á Đà Nẵng | Kịch bản xuất sắc Hạng mục phim Việt Nam | Nhã Uyên, Aaron Toronto | Đêm tối rực rỡ!     | Đoạt giải           | [ 18 ]              |